# 시큐레터
시큐레터(Seculetter)는 악성 코드 진단 및 차단을 전문으로 하는 대한민국 IT 기업이다. 대표이사는 임차성으로 대학원 졸업 후 안랩에 연구원으로 입사, 지능형 지속 위협(APT) 솔루션과 악성 코드를 진단ㆍ분석하는 엔진을 만들다가 시큐레터를 창업했다. 핵심 기술은 '리버스 엔지니어링(Reverse Engineering, 역공학)' 기술이다.

## 연혁
2023년 8월 24일 주관사를 대신증권으로 12,000원의 공모가로 코스닥 시장에 상장하였다. 한때 주가가 3만 8800원을 찍기도 하였다 상장시 제출한 증권신고서에서 미래엔 2023년 매출액을 57억원, 영업이익 -28억원, 2024년에는 매출액이 133억원, 영업 이익 4억원으로 추정하였다

## 논란
2024년 4월 상장 8개월 만에 회계 감사를 맡은 태성회계법인이 회계 부정 의심을 하여 감사 의견 거절하여 한국거래소가 회사를 관리 종목으로 지정하고 매매 거래를 정지했다. 또한 2024년 금융감독원의 정밀 감리를 받는 과정에서 과거 2022년에 발생한 매출 일부인 7억원이 취소되었다